# Rood Ashton House

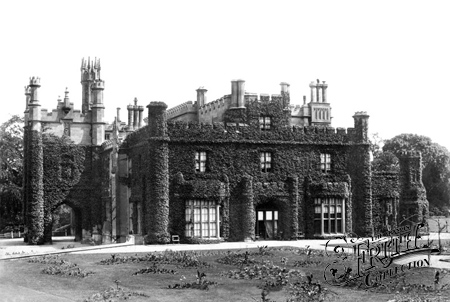
Fachada da desaparecida Rood Ashton House, Wiltshire.

Rood Ashton House foi um palácio rural na aldeia de West Ashton, condado inglês de Wiltshire. Foi, em tempos, a residência de Walter Hume Long, 1º Visconde Long, e, durante a sua permanência, foi visitado por vários membros da Família Real Britânica, incluindo o Príncipe de Gales, mais tarde Eduardo VIII.

## História
O bisavô do Visconde Long, Richard Godolphin Long, contratou o arquitecto Jeffry Wyattville para construir a casa em 1808, substituindo o anterior solar da propriedade. Este edifício foi alterado e ampliado, em 1836, por Thomas Hopper, que incorporou alguns apainelamentos e outros materiais trazidos doutra propriedade da família Long, Whaddon House, que tinha sido resgatada do fogo no ano anterior. 
A propriedade foi, originalmente, comprada por Edward Long de Monkton House, em 1597. No século XIX, foi gasta uma considerável soma de dinheiro no melhoramento da sua agricultura, mas a família Long viu pouco retorno do seu investimento; as mudanças na tributação de terras agrícolas trazidas pelo governo de 
Lloyd George, tornaram-na financeiramente inviável.
Em 1914, durante a Primeira Guerra Mundial, o Visconde Long ofereceu Rood Ashton e outra das suas propriedades, Culworth House, no Northamptonshire, para uso como casas de convalescença para soldados e marinheiros feridos.

## Leilão
A casa e os restantes 17 km2 (4.100 acres) de terras foram levados a leilão, pelos executores de Lord Long, em Fevereiro de 1930, seis anos depois da sua morte. A propriedade incluía 17 quintas, 21 pequenas explorações, 100 cabanas, duas casas públicas, incluindo The Longs Arms, e uma milha quadrada de bosques. 10 km2 (2.500 acres) foram comprados por um sindicato dos seus inquilinos, terminando, finalmente, 333 anos de posse contínua por parte da família Long.

## Declínio
O palácio foi usado como acomodação e hospital militar durante a Segunda Guerra Mundial. Na década de 1950, foi novamente anunciada para venda; os detalhes dos agentes listam onze quartos de dormir e de vestir principais, outros trinta e cinco quartos, seis casas de bahno, dois pavilhões, estábulos, parque, lago e quinta de 1 km2 (248 acres), com casa de lavoura e edifícios, tudo por ₤35.000. O seu novo dono despojou o edifício de todos os seus bens; o chumbo dos telhados, todos os apainelamentos internos, lareiras, etc, foram postos em contentores e embarcados para os Estados Unidos da América. Depois disso, a casa, agora apenas uma carcaça sem tecto, foi deixada ao abandono. Na década de 1970, o edifício foi demolido, com excepção duma ala da criadagem com oito quartos, a qual foi restaurada com madeiras recuperadas e é, agora, uma residência privada.
Outro edif´ciio de interesse é a igreja paroquial, a Igreja de St Johns, a qual contém a cripta da família Long.